# Разорёнов, Александр Юрьевич
Александр Юрьевич Разорёнов (род. 21 июня 1990, Кирово-Чепецк, Кировская область) — российский конькобежец. Пятикратный чемпион России в командной гонке (2013—2017). Мастер спорта России по конькобежному спорту. 

## Биография

### Ранняя жизнь и образование
Родился 21 июня 1990 года в городе Кирово-Чепецк Кировской области. 
Окончил РУС «ГЦОЛИФК» Федеральное государственное бюджетное образовательное учреждение высшего профессионального образования "Российский государственный университет физической культуры, спорта, молодежи и туризма (ГЦОЛИФК), по специальности «Физическая культура и спорт».

### Спортивная и тренерская карьера
В 2007 г. получил звание мастера спорта России. Участвовал на юниорских соревнованиях, включая юниорские чемпионаты России и чемпионаты мира.
Пятикратный чемпион России по конькобежному спорту в командой гонке, а также был участником Кубка России, где становился победителем и призёром.
После завершения карьеры работает тренером отделения конькобежного спорта в Государственном бюджетном учреждении дополнительного образования города Москвы СШОР «Московская академия зимних видов спорта».